# Премія «Сатурн» за найкращий фільм за коміксами
Премія «Сатурн» за найкращий фільм з коміксів — категорія премії Сатурн, яку вручає Академія наукової фантастики, фентезі та фільмів жахів. Категорія заснована у 2013 році. Наразі шість переможців були вироблені Marvel Studios і належать до Кіновсесвіту Marvel. Атака Титана (2015) — єдиний номінант, заснований на манґі.

## Лауреати і номінанти
• Лауреати виділені окремим кольором.

### 2014–2020
| Церемонія    | Фільм / Повнометражний мультфільм                | Оригінальна назва                   |
| ------------ | ------------------------------------------------ | ----------------------------------- |
| 40-а (2014)  | • Залізна людина 3                               | Iron Man 3                          |
| 40-а (2014)  | • Людина зі сталі                                | Man of Steel                        |
| 40-а (2014)  | • Тор: Царство темряви                           | Thor: The Dark World                |
| 40-а (2014)  | • Росомаха                                       | The Wolverine                       |
| 41-а (2015)  | • Вартові галактики                              | Guardians of the Galaxy             |
| 41-а (2015)  | • Нова Людина-павук 2. Висока напруга            | The Amazing Spider-Man 2            |
| 41-а (2015)  | • Перший месник: Друга війна                     | Captain America: The Winter Soldier |
| 41-а (2015)  | • Люди Ікс: Дні минулого майбутнього             | X-Men: Days of Future Past          |
| 42-а (2016)  | • Людина-мураха                                  | Ant-Man                             |
| 42-а (2016)  | • Атака титанів                                  | 進撃の巨人                          |
| 42-а (2016)  | • Месники: Ера Альтрона                          | Avengers: Age of Ultron             |
| 42-а (2016)  | • Kingsman: Таємна служба                        | Kingsman: The Secret Service        |
| 42-а (2016)  | • Снупі та Чарлі Браун: Дрібнота у кіно          | The Peanuts Movie                   |
| 43-тя (2017) | • Доктор Стрендж                                 | Doctor Strange                      |
| 43-тя (2017) | • Бетмен проти Супермена: На зорі справедливості | Batman v Superman: Dawn of Justice  |
| 43-тя (2017) | • Перший месник: Протистояння                    | Captain America: Civil War          |
| 43-тя (2017) | • Дедпул                                         | Deadpool                            |
| 43-тя (2017) | • Загін самогубців                               | Suicide Squad                       |
| 43-тя (2017) | • Люди Ікс: Апокаліпсис                          | X-Men: Apocalypse                   |
| 44-а (2018)  | • Чорна Пантера                                  | Black Panther                       |
| 44-а (2018)  | • Вартові галактики 2                            | Guardians of the Galaxy Vol. 2      |
| 44-а (2018)  | • Лоґан: Росомаха                                | Logan                               |
| 44-а (2018)  | • Людина-павук: Повернення додому                | Spider-Man: Homecoming              |
| 44-а (2018)  | • Тор: Раґнарок                                  | Thor: Ragnarok                      |
| 44-а (2018)  | • Диво-жінка                                     | Wonder Woman                        |
| 45-а (2019)  | • Месники: Завершення                            | Avengers: Endgame                   |
| 45-а (2019)  | • Аквамен                                        | Aquaman                             |
| 45-а (2019)  | • Месники: Війна нескінченності                  | Avengers: Infinity War              |
| 45-а (2019)  | • Капітан Марвел                                 | Captain Marvel                      |
| 45-а (2019)  | • Шазам!                                         | Shazam!                             |
| 45-а (2019)  | • Людина-павук: Далеко від дому                  | Spider-Man: Far From Home           |
| 45-а (2019)  | • Людина-павук: Навколо всесвіту                 | Spider-Man: Into the Spider-Verse   |
| 46-а (2020)  | • Джокер                                         | Joker                               |
| 46-а (2020)  | • Хижі пташки                                    | Birds of Prey                       |
| 46-а (2020)  | • Бладшот                                        | Bloodshot                           |
| 46-а (2020)  | • Нові мутанти                                   | The New Mutants                     |
| 46-а (2020)  | • Стара гвардія                                  | The Old Guard                       |

### 2021–
| Церемонія      | Фільм / Повнометражний мультфільм           | Оригінальна назва                           |
| -------------- | ------------------------------------------- | ------------------------------------------- |
| 47-а (2021/22) | • Людина-павук: Додому шляху нема           | Spider-Man: No Way Home                     |
| 47-а (2021/22) | • Бетмен                                    | The Batman                                  |
| 47-а (2021/22) | • Доктор Стрендж у мультивсесвіті божевілля | Doctor Strange in the Multiverse of Madness |
| 47-а (2021/22) | • Шан-Чі та Легенда Десяти Кілець           | Shang-Chi and the Legend of the Ten Rings   |
| 47-а (2021/22) | • Загін самогубців: Місія навиліт           | The Suicide Squad                           |
| 47-а (2021/22) | • Тор: Любов і грім                         | Thor: Love and Thunder                      |
| 48-а (2022/23) | • Вартові галактики 3                       | Guardians of the Galaxy Vol. 3              |
| 48-а (2022/23) | • Флеш                                      | The Flash                                   |
| 48-а (2022/23) | • Людина-мураха та Оса: Квантоманія         | Ant-Man and the Wasp: Quantumania           |
| 48-а (2022/23) | • Чорна пантера: Ваканда назавжди           | Black Panther: Wakanda Forever              |
| 48-а (2022/23) | • Синій Жук                                 | Blue Beetle                                 |